# Mongolië op de Olympische Winterspelen 2014
Mongolië was een van de landen die deelnam aan de Olympische Winterspelen 2014 in Sotsji, Rusland.

## Deelnemers en resultaten
(m) = mannen, (v) = vrouwen 

### Langlaufen
| Olympiër             | Onderdeel          | Resultaat | Prestatie          |
| -------------------- | ------------------ | --------- | ------------------ |
| Byambadorj Bold      | 15 km klassiek (m) | 80e       | 48.29,6 (+9.59,9)  |
|                      |                    |           |                    |
| Otgontsetseg Chinbat | 10 km klassiek (v) | 70e       | 38.43,1 (+10.25,3) |